# Trélex
Trélex é uma comuna da Suíça, situada no distrito de Nyon, no cantão de Vaud. Tem 5,69 km² de área e sua população em 2018 foi estimada em 1.402 habitantes.